# Cyprinion tenuiradius
Cyprinion tenuiradius és una espècie de peix cipriniforme de la família dels ciprínids que es troba a Àsia.